# 劉濬 (元朝)
刘濬（？—1353年），字济川，元朝官员。

## 生平
刘濬由廉访司书吏升任连江县宁善乡巡检。
元顺帝至正十三年（1353年）江西红巾军领袖王善率军攻福建，攻破罗源，又分两路攻打福州，他在辰山募兵抵御。后在中麻与义军鏖战，以众寡不敌，中箭被活捉，被割喉舌而死。其次子刘健为父报仇。朝廷赠刘濬福建行省检校官，授刘健古田县尹。

## 家族
祖先兴州人。曾祖刘海，金朝进士第一人，官至河南府尹，死于国难，子孙定居河南。

## 延伸阅读
[在维基数据编辑]
 《元史/卷195》，出自宋濂《元史》